# Svetovna federacija demokratske mladine
Svetovna federacija demokratske mladine (SFDM; angleško World Federation of Democratic Youth - WFDY, špansko Federación Mundial de la Juventud Democrática - FMJD, francosko Fédération Mondiale de la Jeunesse Démocratique - FMJD) je mednarodna mladinska organizacija, ki se je zgodovinsko označena kot levičarska in protiimperialistična. SFDM je bila ustanovljena v Londonu leta 1945 kot široko mednarodno mladinsko gibanje, organizirano v kontekstu konca druge svetovne vojne z namenom združiti mladino iz Zaveznikov za antifašistično platformo, ki je bila v glavnem za mir, proti jedrski vojni, ki izraža prijateljstvo med mladino kapitalističnih in socialističnih držav. Sedež SFDM je v Budimpešti na Madžarskem. Osrednji dogodek SFDM je Svetovni festival mladine in študentov. Zadnji festival je potekal v Sočiju v Rusiji oktobra 2017. Bila je ena prvih organizacij, ki je dobila splošni posvetovalni status pri Ekonomsko-socialnem svetu Združenih narodov.

## Organizacije članice

### Afrika
| Država                       | Ime                                                    | Opombe                                                            | Ref   |
| ---------------------------- | ------------------------------------------------------ | ----------------------------------------------------------------- | ----- |
| Angola                       | Juventude do Movimento Popular da Libertação de Angola | Youth wing of MPLA                                                | [ 2 ] |
| Benin                        | Organizacija revolucionarne mladine (OJRB)             |                                                                   | [ 3 ] |
| Benin                        | Independent Socialist Youth Union (USJIB)              |                                                                   | [ 3 ] |
| Burundi                      | JRR Burundi                                            |                                                                   | [ 3 ] |
| Zelenortski otoki            | Youth of PAICV                                         | Youth wing of PAICV                                               | [ 3 ] |
| Komori                       | Fronta socialistične mladine (FSY)                     |                                                                   | [ 3 ] |
| Demokratična republika Kongo | UJS Congo                                              |                                                                   | [ 3 ] |
| Kongo                        | PPRD Youth League                                      | Youth wing of the People's Party for Reconstruction and Democracy | [ 3 ] |
| Eritreja                     | National Union of Eritrean Youth and Students          |                                                                   | [ 2 ] |
| Etiopija                     | Etiopska mladinska liga                                |                                                                   | [ 2 ] |
| Gana                         | Demokratska mladinska liga Gane                        |                                                                   | [ 3 ] |
| Gana                         | African Youth Command                                  |                                                                   | [ 3 ] |
| Gvineja Bissau               | African Youth Amílcar Cabral                           | Youth wing of PAICG                                               | [ 3 ] |
| Lesoto                       | LYF Lesotho                                            |                                                                   | [ 3 ] |
| Madagaskar                   | KDTM Madagascar                                        |                                                                   | [ 3 ] |
| Malavi                       | LYM Malawi                                             |                                                                   | [ 3 ] |
| Malavi                       | YASED Malawi                                           |                                                                   | [ 3 ] |
| Mozambik                     | Mozambiška mladinska organizacija                      | Youth wing of FRELIMO                                             | [ 2 ] |
| Namibija                     | SWAPO Party Youth League                               | Youth wing of SWAPO                                               |       |
| Namibija                     | Namibia National Students Organisation (NANSO)         |                                                                   |       |
| Nigerija                     | National Youth Council of Nigeria                      |                                                                   | [ 3 ] |
| Nigerija                     | National Youth Council of the Ogoni People (NYCOP)     |                                                                   | [ 3 ] |
| Sveti Tomaž in Princ         | JML São Tomé and Príncipe                              |                                                                   | [ 3 ] |
| Senegal                      | Mouvement de la Jeunesse Démocratique                  | Youth wing of the Democratic League/Movement for the Labour Party | [ 3 ] |
| Senegal                      | Democratic Youth Union Alboury Ndiaye                  | Youth wing of the Party of Independence and Work                  | [ 3 ] |
| Sierra Leone                 | SFYO Sierra Leone                                      |                                                                   | [ 3 ] |
| Južna Afrika                 | African National Congress Youth League                 | Youth wing of the African National Congress                       | [ 2 ] |
| Južna Afrika                 | South African Students Congress                        |                                                                   | [ 3 ] |
| Južna Afrika                 | Young Communist League of South Africa                 | Youth wing of the South African Communist Party                   |       |
| Sudan                        | Sudanese Youth Union                                   | Youth wing of the Sudanese Communist Party                        | [ 3 ] |
| Tanzanija                    | Umoja Wa Vijana                                        | Youth wing of Chama Cha Mapinduzi                                 | [ 2 ] |
| Zambija                      | United National Independence Party Youth League        | Youth wing of the United National Independence Party              | [ 3 ] |
| Zimbabve                     | ZANU-PF Youth League                                   | Youth wing of ZANU-PF                                             | [ 2 ] |
| Zimbabve                     | Zimbabwe Congress of Students Union (ZICOSU)           |                                                                   |       |

### Azija in Tihi ocean
| Država         | Ime                                                        | Opombe                                                                  | Ref   |
| -------------- | ---------------------------------------------------------- | ----------------------------------------------------------------------- | ----- |
| Armenija       | Young Communist League Armenia                             | Youth wing of the Armenian Communist Party                              | [ 4 ] |
| Avstralija     | Resistance: Young Socialist Alliance                       | Youth wing of the Socialist Alliance                                    |       |
| Azerbajdžan    | Young Communist League Azerbaijan                          | Youth wing of the Azerbaijan Communist Party                            | [ 4 ] |
| Bangladeš      | Socialist Students' Front                                  | Student wing of the Socialist Party of Bangladesh                       |       |
| Bangladeš      | Bangladesh Students Union                                  |                                                                         | [ 5 ] |
| Bangladeš      | Bangladesh Youth Union                                     | Youth wing of the Communist Party of Bangladesh                         | [ 2 ] |
| Butan          | Democratic Youth of Bhutan                                 | Youth wing of the Bhutan National Democratic Party                      | [ 5 ] |
| Butan          | Students Union of Bhutan                                   |                                                                         | [ 5 ] |
| Kambodža       | Youth Association of Cambodia                              |                                                                         | [ 5 ] |
| Gruzija        | Young Communist League of Georgia                          |                                                                         | [ 4 ] |
| Indija         | All India Students Federation                              | Student wing of the Communist Party of India                            | [ 5 ] |
| Indija         | All India Youth Federation                                 | Youth wing of the Communist Party of India                              | [ 2 ] |
| Indija         | Students Federation of India                               | Student Wing of the Communist Party of India (Marxist)                  |       |
| Indija         | Democratic Youth Federation of India                       | Youth Wing of the Communist Party of India (Marxist)                    | [ 5 ] |
| Indija         | All India Youth League                                     | Youth wing of the All India Forward Bloc                                | [ 5 ] |
| Iran           | Tudeh Youth                                                | Youth wing of the Tudeh Party of Iran                                   | [ 6 ] |
| Japonska       | Democratic Youth League of Japan                           | Youth wing of the Japanese Communist Party                              | [ 5 ] |
| Japonska       | Japan League of Socialist Youth                            |                                                                         | [ 2 ] |
| Japonska       | Korean Youth League in Japan                               | Youth wing of Chongryon                                                 | [ 5 ] |
| Severna Koreja | Kimilsungist-Kimjongilist Youth League                     | Youth wing of the Workers' Party of Korea                               | [ 2 ] |
| Južna Koreja   | 7th-term Hanchongryun                                      |                                                                         | [ 5 ] |
| Laos           | Lao People's Revolutionary Youth Union                     | Youth wing of the Lao People's Revolutionary Party                      | [ 5 ] |
| Monako         | Mongolian Youth Federation                                 |                                                                         | [ 5 ] |
| Mjanmar        | All Burma Students' Democratic Front                       |                                                                         | [ 5 ] |
| Mjanmar        | All Burma Students League                                  |                                                                         | [ 5 ] |
| Nepal          | All Nepal National Free Students Union                     | Student wing of the Communist Party of Nepal (Unified Marxist–Leninist) | [ 5 ] |
| Nepal          | Youth Federation Nepal                                     | Youth wing of the Communist Party of Nepal (Unified Marxist–Leninist)   | [ 2 ] |
| Nepal          | Nepal National Federation of Students                      | Student wing of the Nepal Communist Party (United)                      | [ 5 ] |
| Nepal          | Nepal National Youth Federation                            | Youth wing of the Nepal Communist Party (United)                        | [ 5 ] |
| Pakistan       | Democratic Students Federation                             | student wing of the Communist Party of Pakistan                         |       |
| Filipini       | Anakbayan                                                  |                                                                         | [ 5 ] |
| Filipini       | Bukluran sa Ikauunlad ng Sosyalistang Isip at Gawa (BISIG) |                                                                         | [ 5 ] |
| Filipini       | SIKAP Philippines                                          |                                                                         | [ 5 ] |
| Filipini       | YDM Philippines                                            |                                                                         | [ 5 ] |
| Šrilanka       | Communist Youth Federation                                 | Youth wing of the Communist Party of Sri Lanka                          | [ 5 ] |
| Šrilanka       | Sri Lanka National Union Of Students                       | Student wing of the Communist Party of Sri Lanka                        |       |
| Šrilanka       | Federation of All Lanka(Ceylon) Youth League               | Youth wing of Mahajana Eksath Peramuna                                  |       |
| Šrilanka       | Socialist Students Union                                   | Student wing of Janatha Vimukthi Peramuna                               | [ 2 ] |
| Šrilanka       | Socialist Youth Union                                      | Youth wing of Janatha Vimukthi Peramuna                                 | [ 5 ] |
| Vietnam        | Ho Chi Minh Communist Youth Union                          | Youth wing of the Communist Party of Vietnam                            | [ 2 ] |
| Vietnam        | Vietnam Youth Federation                                   |                                                                         | [ 5 ] |

### Evropa in Severna Amerika
| Država                          | Ime                                                                     | Opombe                                                                                                | Ref   |
| ------------------------------- | ----------------------------------------------------------------------- | --- | ----- |
| Avstrija                        | Communist Youth of Austria                                              | | [ 4 ] |
| Belgija                         | COMAC                                                                   | Youth wing of the Workers' Party of Belgium                                                           |       |
| Bolgarija                       | Bulgarian Socialist Youth Union                                         | | [ 4 ] |
| Kanada                          | Young Communist League of Canada                                        | Affiliated with the Communist Party of Canada                                                         |       |
| Katalonija                      | Communist Youth of Catalonia                                            | Youth wing of the Communists of Catalonia                                                             | [ 4 ] |
| Hrvaška                         | Young Socialists of Croatia                                             | Youth wing of the Socialist Labour Party of Croatia                                                   |       |
| Češka                           | Communist Youth Union                                                   | Youth wing of the Communist Party of Bohemia and Moravia                                              | [ 2 ] |
| Ciper                           | United Democratic Youth Organisation                                    | Youth wing of the Progressive Party of Working People                                                 | [ 2 ] |
| Danska                          | Ungkommunisterne                                                        | Shared youth organization of the Communist Party in Denmark and the Communist Party of Denmark        |       |
| Finska                          | Communist Youth League                                                  | | [ 4 ] |
| Francija                        | Mouvement Jeunes Communistes de France                                  | | [ 4 ] |
| Nemčija                         | Free German Youth                                                       | | [ 4 ] |
| Nemčija                         | Socialist German Workers Youth                                          | Youth wing of the German Communist Party                                                              | [ 2 ] |
| Grčija                          | Communist Youth of Greece                                               | Youth wing of the Communist Party of Greece                                                           | [ 2 ] |
| Madžarska                       | Baloldali Front                                                         | Youth wing of the Hungarian Workers' Party                                                            | [ 4 ] |
| Irska                           | Connolly Youth Movement                                                 | | [ 4 ] |
| Irska                           | Workers Party Youth                                                     | Youth wing of the Workers' Party of Ireland                                                           | [ 4 ] |
| Italija                         | Italian Young Communist Federation                                      | Youth wing of the Italian Communist Party; known as Youth Federation of Italian Communists until 2016 | [ 4 ] |
| Italija                         | Fronta komunistične mladine                                             | Nekdanji mladinski oddelek Komunistične partije                                                       | [ 4 ] |
| Italija                         | Giovani Comuniste e Comunisti                                           | Youth wing of the Communist Refoundation Party                                                        |       |
| Moldavija                       | Young Communist League of the Republic of Moldova                       | Youth wing of the Party of Communists of the Republic of Moldova                                      |       |
| Norveška                        | Young Communists in Norway                                              | Youth wing of the Communist Party of Norway                                                           | [ 4 ] |
| Norveška                        | Young Communist League of Norway                                        | | [ 4 ] |
| Portugalska                     | Portuguese Communist Youth                                              | Youth wing of the Portuguese Communist Party                                                          | [ 2 ] |
| Romunija                        | Union of Socialist Youth                                                | Youth wing of the Romanian Socialist Party                                                            | [ 4 ] |
| Rusija                          | Leninist Young Communist League of the Russian Federation               | Youth wing of the Communist Party of the Russian Federation                                           | [ 4 ] |
| Rusija                          | Revolutionary Communist Youth League (b) Russian Young Communist League | Youth wing of the Russian Communist Workers' Party of the Communist Party of the Soviet Union         | [ 4 ] |
| Srbija                          | Young Communist League of Yugoslavia                                    | Youth wing of the New Communist Party of Yugoslavia                                                   | [ 4 ] |
| Slovaška                        | Socialistický Zväz Mladých                                              | Youth wing of the Communist Party of Slovakia                                                         | [ 4 ] |
| Španija (glej tudi: Katalonija) | Collectives of Communist Youth                                          | Youth wing of the Communist Party of the Workers of Spain                                             | [ 4 ] |
| Španija (glej tudi: Katalonija) | Communist Youth Union of Spain                                          | Youth wing of the Communist Party of Spain                                                            | [ 2 ] |
| Švedska                         | Communist Youth of Sweden                                               | Youth wing of the Communist Party of Sweden                                                           | [ 4 ] |
| Švica                           | Communist Youth of Switzerland                                          | Youth wing of the Swiss Party of Labour                                                               |       |
| Ukrajina                        | Komsomol of Ukraine                                                     | Youth wing of the Communist Party of Ukraine                                                          | [ 4 ] |
| Združeno kraljestvo             | Young Communist League                                                  | Youth wing of the Communist Party of Britain                                                          | [ 4 ] |
| Združeno kraljestvo             | Young Socialists                                                        | | [ 4 ] |
| ZDA                             | Young Communist League                                                  | Youth wing of the Communist Party USA                                                                 | [ 7 ] |

### Latinska Amerika in Karibi
| Država    | Ime                                              | Opombe                                                     | Ref   |
| --------- | ------------------------------------------------ | ---------------------------------------------------------- | ----- |
| Argentina | Federación Juvenil Comunista                     | Youth wing of the Communist Party of Argentina             | [ 2 ] |
| Barbados  | League of Progressive Youth                      |                                                            |       |
| Bolivija  | Juventud Comunista de Bolivia                    | Youth wing of the Communist Party of Bolivia               |       |
| Brazilija | Juventude Comunista Avançando                    | Youth wing of the Polo Comunista Luiz Carlos Prestes       |       |
| Brazilija | União da Juventude Comunista                     | Youth wing of the Brazilian Communist Party                | [ 2 ] |
| Brazilija | União da Juventude Socialista                    | Youth wing of the Communist Party of Brazil                | [ 2 ] |
| Čile      | Juventudes Comunistas de Chile                   | Youth wing of the Communist Party of Chile                 | [ 2 ] |
| Kolumbija | Juventud Comunista de Colombia                   | Youth wing of the Colombian Communist Party                | [ 2 ] |
| Kostarika | Juventud Frente Amplio                           | Youth wing of the Broad Front (Costa Rica)                 | [ 2 ] |
| Kuba      | Unión de Jóvenes Comunistas                      | Youth wing of the Communist Party of Cuba                  | [ 2 ] |
| Ekvador   | Juventud Comunista del Ecuador                   | Youth wing of the Communist Party of Ecuador               | [ 8 ] |
| Ekvador   | Juventud Socialista Ecuatoriana                  | Youth wing of the Socialist Party of Ecuador               | [ 8 ] |
| Salvador  | Farabundo Martí National Liberation Front (FMLN) |                                                            | [ 8 ] |
| Gvatemala | Juventud URNG                                    | Youth wing of the URNG                                     | [ 8 ] |
| Gvajana   | Guyana Youth and Students Movement               |                                                            |       |
| Gvajana   | Walter Rodney Youth Movement                     |                                                            |       |
| Mehika    | Federation of Young Communists                   | Youth wing of the Communist Party of Mexico                | [ 8 ] |
| Mehika    | Juventud Popular Socialista                      | Youth wing of the Popular Socialist Party                  | [ 2 ] |
| Nikaragva | Juventud Sandinista 19 de Julio                  | Youth wing of the Frente Sandinista de Liberación Nacional |       |
| Panama    | JPR Panama                                       |                                                            | [ 8 ] |
| Paragvaj  | Casa de la Juventud del Paraguay                 |                                                            |       |
| Peru      | Juventud Comunista Peruana                       | Youth wing of the Peruvian Communist Party                 | [ 8 ] |
| Urugvaj   | Juventud del Movimiento 26 de Marzo              | Youth wing of the 26 March Movement                        |       |
| Venezuela | Juventud Comunista de Venezuela                  | Youth wing of the Communist Party of Venezuela             | [ 2 ] |
| Venezuela | United Socialist Party of Venezuela Youth        | Youth wing of the United Socialist Party of Venezuela      |       |

### Severna Afrika in Bližnji vzhod
| Država         | Ime                                                | Opombe                                                                                 | Ref          |
| -------------- | -------------------------------------------------- | -------------------------------------------------------------------------------------- | ------------ |
| Alžirija       | Union de la Jeunesse Algérienne                    | Youth wing of the FLN                                                                  | [ 9 ]        |
| Alžirija       | National Union of Algerian Students                | Students of the FLN                                                                    | [ 9 ]        |
| Bahrain        | Shabeeba Society of Bahrain                        | Youth wing of the Progressive Democratic Tribune                                       | [ 2 ]        |
| Egipt          | Union of Progressive Youth of Egypt                | Youth wing of the Progressive National Unionist Party                                  | [ 2 ]        |
| Irak           | Iraqi Democratic Youth Federation                  | Youth wing of the Iraqi Communist Party                                                | [ 2 ]        |
| Irak           | General Union of Students in Iraqi Republic        |                                                                                        | [ 9 ]        |
| Israel         | Young Communist League of Israel                   | Youth wing of the Communist Party of Israel, affiliated with Hadash and the Joint List | [ 2 ]        |
| Jordanija      | Union of Democratic Youth                          | Youth wing of the Jordanian Communist Party                                            | [ 9 ]        |
| Kuwait         | Democratic Youth Union                             | Youth wing of the KPM                                                                  |              |
| Lebanon        | Union of Lebanese Democratic Youth                 | Youth wing of the Lebanese Communist Party                                             | [ 2 ]        |
| Libya          | National Youth Organization of Libya               |                                                                                        | [ 9 ]        |
| Morocco        | Istiqlal Party Youth                               | Youth wing of the Istiqlal Party                                                       | [ 9 ]        |
| Morocco        | USFP Jeunesse Ittihadiya                           | Youth wing of the Socialist Union of Popular Forces                                    | [ 9 ]        |
| Morocco        | Jeunesse Socialiste                                | Youth wing of the Party of Progress and Socialism                                      | [ 9 ]        |
| Palestina      | General Union of Palestine Students                |                                                                                        | [ 2 ]        |
| Palestina      | Palestinian Democratic Youth Union                 | Youth wing of the Democratic Front for the Liberation of Palestine                     | [ 2 ]        |
| Sirija         | Union of Democratic Youth of Syria-Khaled Baghdash | Youth wing of the Syrian Communist Party (Bakdash)                                     | [ 2 ]        |
| Sirija         | Syrian Democratic Youth Union                      | Youth wing of the Syrian Communist Party (Unified)                                     | [ 9 ]        |
| Sirija         | Revolutionary Youth Union                          | Youth wing of the Ba'ath Party                                                         | [ 9 ]        |
| Turkey         | Communist Youth of Turkey                          | Youth wing of the Communist Party of Turkey                                            | [ 2 ]        |
| Western Sahara | Sahrawi Youth Union                                | Youth wing of the Polisario Front                                                      | [ 2 ] [ 10 ] |
| Yemen          | ASHEED Yemen                                       |                                                                                        | [ 9 ]        |
| Yemen          | Yemen Youth General Union                          |                                                                                        | [ 9 ]        |

### Nekdanje članice
- Afganistan - Democratic Youth Organization of Afghanistan
- Albanija - Bashkimi i Rinisë së Punës së Shqipërisë
- Argentina - Juventud Intrasigente Argentina
- Argentina - Juventud Socialista Auténtica
- Avstralija - Eureka Youth League
- Belgija - Graffiti Jeugendsdienst
- Belgija - Jeunesse Communiste de Belgique
- Bolivija - Confederación Universitaria Boliviana
- Brazilija - Juventude do PCB
- Bolgarija - Dimitrov Communist Youth Union
- Predloga:Podatki države Byelorussian SSR - Leninist Communist Youth Union of Belarus
- Kambodža - People's Revolutionary Youth Union of Kampuchea
- Čile - Juventud de la Izquierda Cristiana de Chile
- Čile - Juventud del MIR
- Čile - Juventud Rebelde Miguel Enríquez
- Čile - Unión de Jóvenes Socialistas
- Čile - Communist Youth League of China
- Čile - All-China Youth Federation
- Kolumbija - Federación Juvenil Obrera
- Kolumbija - Juventud de la Alianza Nacional Popular
- Kolumbija - Juventud del Poder Popular
- Kolumbija - Unión Nacional de los Estudiantes Secundarios
- Kolumbija - Unión de Jóvenes Patriotas
- Congo - Union de la jeunesse congolaise, Republic of Congo
- Kostarika - Juventud del Pueblo Costarriquense
- Kostarika - Juventudes Patrióticas
- Kostarika - Juventud Vanguardista Costarriquense
- Češkoslovaška - Union of Czech Youth
- Češkoslovaška - Union of Slovak Youth
- Češkoslovaška - Czechoslovak Youth Union
- Češkoslovaška - Czechoslovak Socialist Youth Union
- Dominican Republic - Juventud Revolucionaria Dominicana
- Dominican Republic - Unión Democrática Orlando Martínez
- Ekvador - Departamento Juvenil del Central de Trabajadores de Ecuador
- Ekvador - Juventud Comunista de Ecuador
- Salvador - Asociación General de Estudiantes Universitarios de El Salvador
- Faroe Islands - Føroyskir Sosialistar
- Finska - Democratic Youth League of Finland
- Finska - Finnish Union of Democratic Pioneers
- Nemčija - Socialist Youth League Karl Liebknecht
- Vzhodna Nemčija - Free German Youth
- Grčija - Greek Communist Youth (Internal)
- Grenada - Maurice Bishop Youth Movement
- Guadeloupe - Union de la Jeunesse Communiste Guadeloupe
- Francija - Union nationale des étudiants de france-Solidarité Etudiante
- Gvatemala - Juventud Patriótica del Trabajo
- Gvajana - Mladinsko socialistično gibanje
- Haiti - Jeunesse Communiste de Haiti
- Honduras - Federacija komunistične mladine
- Iceland - Revolutionary Communist Youth League
- Indonesia - People's Youth (Indonesia)
- Italija - Italian Communist Youth Federation
- Jamajka - Young Communist League of the Workers' Party (Workers Party of Jamaica)
- Japonska - Democratic Youth League of Japan
- Luksemburg - Jeunesse Communiste Luxembourgoise
- Martinique - Union de la Jeunesse Communiste Martinique
- Mehika - Frente Juvenil Revolucionario
- Mehika - Juventud Socialista de los Trabajadores
- Monako - Revolutionary Youth League (REVSOMOL)
- Predloga:NDL - Algemeen Nederlands Jeugd Verbond
- Madžarska - Kommunista Ifjúsági Szövetség
- Predloga:PAM - Juventud del PRD
- Panama - Juventud Popular Revolucionaria
- Paragvaj - Federación Juvenil Comunista de Paraguay
- Peru - CGTP Sección Juvenil
- Peru - Juventud Aprista Peruana
- Peru - Juventud Mariateguista
- Poljska - Związek Socjalistycznej Młodzieży Polskiej
- Puerto Rico - Federación Universitaria para la Indpendencia
- Puerto Rico - Juventud Comunista de Puerto Rico
- Puerto Rico - Juventud Socialista de Puerto Rico
- San Marino - Federazione Giovanile Comunista San Marino
- Saudi Arabia - Union of Democratic Youth in Saudi[11]
- Šrilanka - Congress of Sama Samaja Youth Leagues
- Šrilanka - Federation of Communist and Progressive Youth
- Saint Vincent and the Grenadines - Vanguard Youth Organization
- Surinam - National Youth Movement
- Švedska - Ung Vänster (1975–1992)
- Švica - Jeunesse Communiste Suisse
- Tunisia - Destourian Youth
- Turkey - İlerici Gençler Derneği
- ZDA - Young Socialist Alliance
- Urugvaj - Juventud Socialista del Uruguay
- USSR - Committee of Youth Organizations of the USSR
- USSR - All-Union Leninist Young Communist League (Komsomol)
- Venezuela - Juventud Socialista-MEP

### Opazovalke
- Youth for Communist Rebirth In France (Youth of the Pole of Communist Rebirth in France)
- Communist Youth Movement (Youth of the New Communist Party of the Netherlands)
- Communist Youth of Luxemburg (Refounded youth organisation of the Communist Party of Luxembourg), Luxembourg
- Revolutionary Communist Youth (Youth organization of the Communist Party), Sweden